# جون نونالي
جون نونالي (بالإنجليزية: Jon Nunnally) هو لاعب كرة قاعدة أمريكي، ولد في 9 نوفمبر 1971 في Pelham, North Carolina ‏ في الولايات المتحدة.

## وصلات خارجية
- جون نونالي على موقع الدوري الياباني لكرة القاعدة (الإنجليزية)
- جون نونالي على موقعبيزبول رفرنس.كوم (الدوري الرئيسي) (الإنجليزية)
- جون نونالي على موقعبيزبول رفرنس.كوم (الدوري الثانوي) (الإنجليزية)
- جون نونالي على موقع مشجعي الرسوم البيانية (الإنجليزية)